# Keith Johnstone
Keith Johnstone (Devon, 22 febbraio 1933 – Calgary, 11 marzo 2023) è stato un regista teatrale e drammaturgo britannico naturalizzato canadese.
È stato un pioniere britannico-canadese del teatro di improvvisazione, meglio noto per avere inventato la tecnica Impro System, di cui una parte integrante è il formato del Theatresports.

## Biografia
Nato nel febbraio del 1933 nel Devon, Inghilterra, Johnstone crebbe odiando la scuola, trovando che essa soffocava la sua immaginazione e lo faceva sentire timido e a disagio. Dopo un periodo come insegnante in una scuola di un quartiere operaio di Battersea, Londra, all'inizio degli anni '50, a Johnstone fu commissionata un'opera teatrale da parte del Royal Court Theatre nel 1956. Successivamente vi divenne drammaturgo, regista e insegnante di teatro. Qui decise di ribaltare tutto ciò che gli era stata insegnato, in modo da formare attori più spontanei. Negli anni settanta, Johnstone si trasferì in Canada per insegnare storia del teatro all'University of Calgary. La sua vita è stata narrata nel libro Blink: The Power of Thinking Without Thinking di Malcolm Gladwell.

## Teorico teatrale
Johnstone è stato cofondatore del Loose Moose Theatre, e ha inventato il sistema di formazione che da 50 anni influisce sulle pratiche del teatro classico e non. Il suo sistema include formati come "Theatresports", "Gorilla Theatre", "Micetro" o "Maestro", e "Life Game". Quest'ultimo è stato rappresentato al Royal National Theatre di Londra, dalla compagnia Improbable Theatre, ed è stato mandato in onda sui canali televisivi statunitensi.
Johnstone ha scritto due libri sul suo sistema: nel 1979 Impro: Improvisation and the Theatre, e nel 1999 Impro for Storytellers. È conosciuto per i suoi slogan che spiegano la teoria dell'improvvisazione, fra cui:
- "Non puoi imparare niente senza fallire."
- "Per favore non fare del tuo meglio. Cercare di fare del tuo meglio vuol dire cercare di essere meglio di quello che sei."
- "Vai in scena per creare relazioni. Almeno non sarai solo."
- "Non è importante la proposta, è ciò che ci fai."

## Pubblicazioni
- Impro: Improvisation and the Theatre, ISBN 9780571109890
- Impro for Storytellers, ISBN 0571190995